# Intervalòmetre
Un intervalòmetre, també anomenat mesurador d'intervals o temporitzador d'intervals, és un dispositiu programable que mesura curts intèrvals de temps. Habitualment aquests dispositius s'utilitzen per senyalitzar, en intervals de temps precisos, el funcionament d'algun altre dispositiu. L'intervalòmetre mesura els polsos intermitents entre un senyal de pols inicial i un senyal de pols final, abans que un comptador de pols mesuri el nombre de polsos alliberats en l'interval de temps adequat. Per exemple, un intervalòmetre pot activar un objecte determinat cada 30 segons.
Un del usos més comuns és al camp de la fotografia. L'intervalòmetre es connecta a la càmera fotogràfica i actua com un disparador automatitzat per tal de poder disparar centenars de fotos a intervals precisos. És un element central en la fotografia a intervals i n'hi ha de molts tipus diferents: alguns interns a través del firmware de la càmera i d'altres externs.

## Fotografia

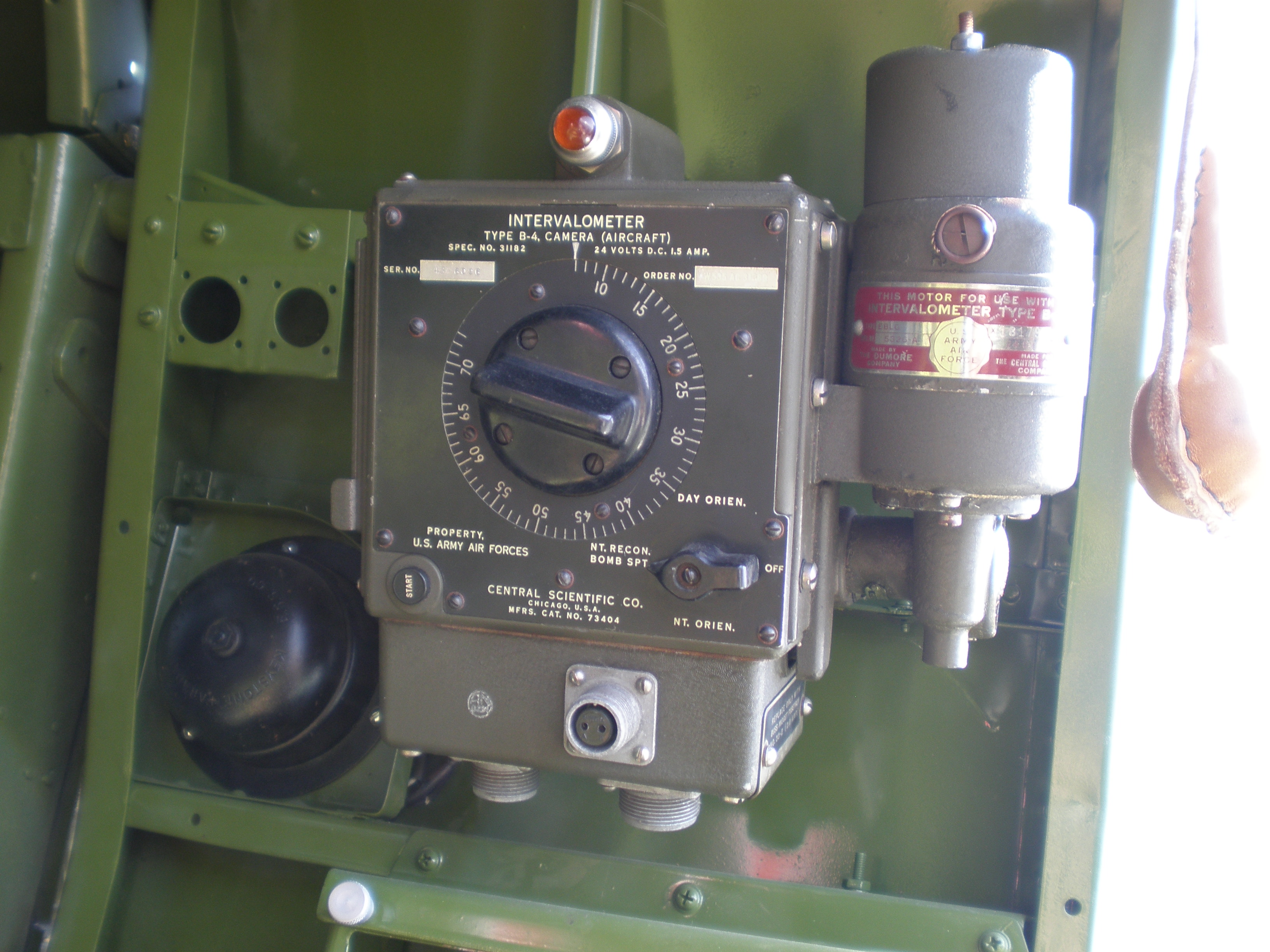
An intervalometer for a reconnaissance camera on a Douglas A-26 Invader aircraft

Els fotògrafs utilitzen intervalòmetres per provocar exposicions. Els fotògrafs solen realitzar aquesta tècnica amb la finalitat d'obtenir sèries time-lapse o per fer (o començar a fer) fotos després d’un retard definit.
Alguns exemples d’ús d’intervalòmetres en fotografia aèria inclouen retardar l’inici d'una fotografia amb una càmera desatenduda fins a un temps després de l'enlairament i separar múltiples exposicions en el temps i, com a conseqüència, també se separa la distància a mesura que viatja el vehicle que conté la càmera, obtenint així l'efecte 3D (estereoscòpia). Per obtenir l'efecte 3D, cada imatge hauria de tenir aproximadament el 60% de la superfície en comú amb la imatge anterior o la següent. L'interval es calcula en funció de l'altitud i la velocitat del vehicle; per exemple, intervals més curts per a baixa altitud i velocitat alta.
Sovint el propòsit d’un intervallòmetre fotogràfic és reduir els recursos necessaris per fer les fotografies o post-processar-les, ja que es permet obtenir imatges similars fent que la càmera prenguí fotografies contínuament el més ràpid possible. L’ús d’un intervalòmetre permet restringir les fotografies només a aquelles que tinguin el contingut desitjat. D’aquesta manera es redueixen els requisits de recursos, com ara suports d’alimentació i emmagatzematge (per exemple, espai de pel·lícules o targetes de memòria).
La majoria de les càmeres digitals de reflex únic (DSLR) estan limitades a exposicions de 30 segons o més curtes. Un intervalòmetre pot controlar exposicions llargues (> 30 segons) o molt llargues (minuts o hores) mitjançant el paràmetre "Bulb". Les exposicions llargues i molt llargues preses a la nit es poden combinar per crear animacions time-lapse, incloses les star trails. Els astrofotògrafs poden utilitzar tècniques de processament amb aquestes exposicions per crear imatges d'objectes de l'espai profund al cel nocturn, com ara nebuloses i galàxies.
La majoria de càmeres modernes inclouen la funcionalitat bàsica de l’intervalòmetre, el “disparador automàtic”, que retarda l’obturador durant poc temps, cosa que permet al fotògraf entrar, per exemple, a la imatge.
En el passat, els intervalòmetres eren dispositius externs que s'interfazaven amb un obturador de la càmera per fer una fotografia o una sèrie d’imatges a un temps determinat. De vegades, s'utilitzaven les funcions d'obturador remot existents a les càmeres. Més endavant, els productes independents coneguts habitualment com a intervalòmetres, van afegir capacitats més enllà dels conceptes bàsics de mesurar i senyalitzar un interval de temps. Una de les primeres funcions afegides va ser la possibilitat d’utilitzar un esdeveniment extern per indicar l’inici dels intervals de temps. La capacitat de detectar un esdeveniment extern és una característica tan comuna dels productes intervalòmetres que molta gent no distingeix entre la detecció de l'esdeveniment i la mesura d’intervals de temps.
El que es vol dir quan es parla d'un "intervalòmetre" s'ha de determinar a partir del context. Algunes possibilitats són: capacitat de time lapse (estrictament una funció intervalòmetre), detecció d’un esdeveniment remot, un retard de temps superior al que la majoria considera l’interval del “temporitzador automàtic”, etc. Estrictament parlant, un intervalòmetre només mesura, i/o assenyala, intervals de temps.
Gairebé totes les càmeres digitals tenen funcions bàsiques d’intervalòmetre: current and elapsed times. Les funcions més avançades són qüestions del que el fabricant tria implementar al firmware de la càmera. Les funcions més enllà del disparador automàtic estan començant a aparèixer en algunes càmeres digitals i sovint es distingeixen entre models similars en una línia de càmeres.

### Tipus d'intervalòmetres

#### Software
Algunes càmeres de fotografia, com la seria Alpha de Sony, incorporen dins del propi firmware l'opció d'intervalòmetre. Per càmeres de la marca Canon existeix un firmware no oficial de la pròpia companyia, anomenat Magic Lantern, que té l'opció.

#### Dispositius externs
Són l'opció més comuna per fer la funció d'intervalòmetre. Existeixen tota mena. Dedicats exclusivament a fer d'intervalòmetre o fins i tot fets a mida amb altres aparells o dispositius com podrien ser l'ús d'una Nintendo DS i un accessori per connectar-la a la càmera.

##### Ordinadors o Telèfons Mòbils
Existeixen diferents programaris per ordinadors o telèfons mòbils que poden fer de d'intervalòmetre.
| Lliure       | Pagament            |
| ------------ | ------------------- |
| DiyPhotoBits | GBTimelapse         |
| gPhoto2      | DSLR remote pro     |
| Sofortbild   | DSLR Assistant      |
|              | Nikon Control Pro 2 |

## Aplicacions militars
El sistema de contramesures ALE-39 utilitza intervalsòmetres fabricats per Ledex Inc. (ara forma part de Johnson Electric) de Dayton, Ohio. L'ALE-39 dispara bengales de forma sincronitzada, de forma ràpida i amb gran fiabilitat. L'intervalòmetre de l'ALE-39 és essencialment un commutador rotatiu accionat per solenoide impulsat per un programador separat, que proporciona intervals de temporització i canal que permeten un o dos canals. Els intervals que contenen rellotges d’interval interns inclouen els interruptors Lau-68, Suu-13 i similars seqüenciats electromecànicament. Es proporciona seguretat a les sortides no encès mantenint una connexió de terra a totes, excepte la sortida seleccionada per disparar; és a dir, proporciona un pols elèctric a l'esquena que dispara.
Els avions bombarders poden llançar totes les bombes alhora ("salvo") o llançar bombes individuals a intervals. Un bombarder que selecciona aquest últim pot programar un intervallòmetre per controlar la velocitat de llançament de la bomba, que determina la distància entre ells a la zona objectiu.

## A les llars
Els intervalòmetres habituals a les llars inclouen temporitzadors que encenen i apaguen els llums a hores determinades, o controladors per al sistema d’aspersió automàtic. La gent utilitza aquests dispositius quan surten de casa durant un període prolongat, per tal de fer veure que la casa està ocupada. També hi ha un gran nombre d'aplicacions comercials i industrials, fins i tot per a aquests intervalòmetres bàsics.